# Gordon Killick
Gordon Killick   (Fulham, 3 de juny de 1899 - Putney, 10 d'octubre de 1962) fou un remer anglès, guanyador d'una medalla olímpica.
El 1924 va prendre part en els Jocs Olímpics d'Estiu de París, on disputà la primera ronda del dos sense timoner del programa de rem. Formà equip amb el seu cunyat Thomas Southgate, però un ataca de lumbàlgia, els impedí disputar la final i tot i que oficialment van acabar tercers no van rebre la medalla corresponent. El 1925 va guanyar la Wyfold Challenge Cup de la Henley Royal Regatta, i el 1927 va guanyar la Grand Challenge Cup a Henley així com la Wyfolds. El 1928 va guanyar la Silver Goblets & Nickalls' Challenge Cup a Henley amb Jack Beresford. També va guanyar la Grand Challenge Cup i als Jocs d'Amsterdam va guanyar la medalla de plata en la prova del vuit amb timoner.